# Hossein Amir Abdollahian
Hossein Amir Abdollahian (en persan : حسین امیرعبداللهیان) ou Hossein Amir-Abdollahian, né le 23 avril 1964 à Damghan (Iran) et mort le 19 mai 2024 à Khunirud (Iran), est un diplomate et homme politique iranien, ministre des Affaires étrangères de l'Iran de 2021 à 2024.

## Biographie

### Jeunesse et formation
Hossein Amir Abdollahian est né le 23 avril 1964 (3 ordibehesht (en) 1343) à Damghan, dans la province de Semnan. Orphelin de père dès l'âge de 6 ou 7 ans, il est élevé par sa mère et son grand frère.  
Il entre à l'université Shahid Beheshti en sciences, mais change de spécialité en cours de route et obtient finalement un diplôme en affaires internationales de l'École des relations internationales (en) du ministère iranien des Affaires étrangères en 1990.
En 1996, il obtient une maîtrise en relations internationales à la faculté de droit et de sciences politiques (en) de l'université de Téhéran et, en 2010, un doctorat dans la même discipline et la même université.
Outre sa langue maternelle, le persan, Amir Abdollahian parle couramment l'arabe et a des notions d'anglais.

### Carrière diplomatique

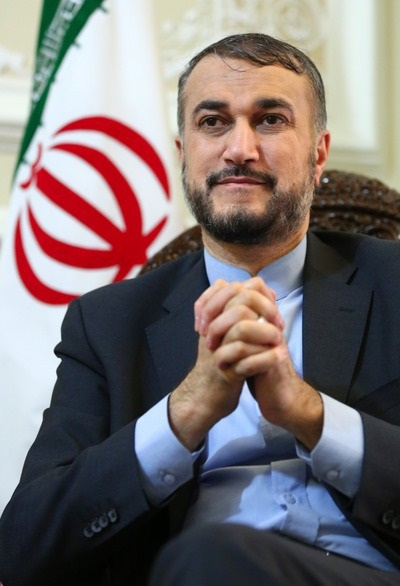
Hossein Amir Abdollahian en 2016.

Hossein Amir Abdollahian commence sa carrière diplomatique en 1992 en tant qu'analyste politique au sein du ministère des Affaires étrangères. De 2007 à 2010, il est ambassadeur d'Iran à Bahreïn.
De 2011 à 2016, Hossein Amir Abdollahian est vice-ministre des Affaires étrangères pour les Affaires arabes et africaines sous Ali Akbar Salehi et responsable en particulier des zones de guerre civile en Irak, en Syrie et au Yémen. 
À ce titre, Hossein Amir Abdollahian tisse des liens très étroits avec le Corps des gardiens de la révolution islamique (CGRI) et Qassem Soleimani.
Hossein Amir Abdollahian participe aux négociations avec le P5+1 (États-Unis, Russie, Chine, Royaume-Uni, France et Allemagne) sur l'avancement du programme nucléaire iranien jusqu'en 2013, où il est écarté à la suite de l'élection du président Hassan Rohani. 
En 2016, Mohammad Djavad Zarif le démet de son poste de vice-ministre, mais lui propose celui d'ambassadeur à Oman, qu'il refuse toutefois. Il rejoint l'équipe du président conservateur du parlement iranien et ancien maire de Téhéran, Mohammad Ghalibaf.
Il est nommé ministre des Affaires étrangères le 25 août 2021 par le président « ultraconservateur » Ebrahim Raïssi. Après l'attaque du Hamas contre Israël le 7 octobre, il entame une tournée diplomatique dans plusieurs pays du Moyen-Orient.

### Mort
Le 19 mai 2024, Hossein Amir Abdollahian est présent à bord de l'hélicoptère transportant le président iranien Ebrahim Raïssi depuis l'Azerbaïdjan. Il est porté disparu après l'accident dont l'appareil est victime dans une région montagneuse de la province iranienne d'Azerbaïdjan oriental. Le lendemain matin, la carcasse de l'hélicoptère est découverte à 2 km au sud-ouest de Khunirud, sans « aucun signe » de vie à l'intérieur. Certains médias annoncent alors le décès du ministre des Affaires étrangères iranien.

### Vie personnelle
Hossein Amir Abdollahian se marie en 1994 et a un fils et une fille.

## Positions

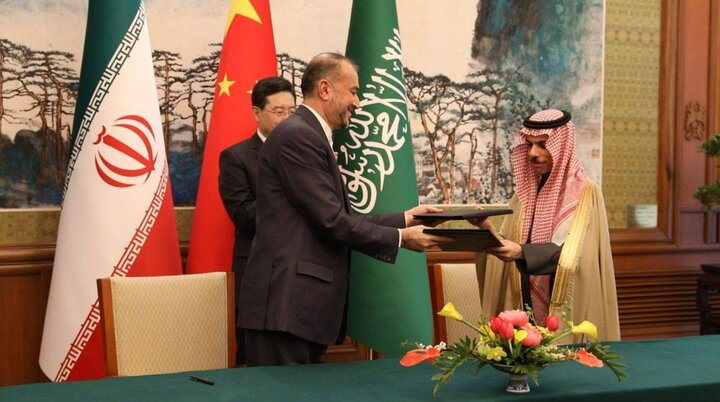
À gauche, Hossein Amir Abdollahian, le ministre des Affaires étrangères saoudien Faisal bin Farhan Al Saud et le ministre des Affaires étrangères chinois Qin Gang, derrière, en 2023.

Les positions d'Amir Abdollahian se rapprochent de celles du guide de la Révolution Ali Khamenei, et en tant que telles ne sont pas systématiquement alignées sur les positions réformatrices ou principalistes. Il affirme son soutien à ce que le régime iranien qualifie de « Front de résistance », qui désigne notamment l'Iran, la Syrie, le Liban, le Yémen (Conseil politique suprême) alliés pour chasser les États-Unis de la région et lutter contre Israël. Son statut diplomatique lui permettrait de porter les positions de tous les acteurs de l'axe de la résistance, dont de nombreux leaders se trouvent sous sanctions occidentales. 
Il incarne une rupture vis-à-vis de la stratégie de Mohammad Djavad Zarif, qui était plutôt critique à l'égard de la Force Al-Qods et de son commandant, Qassem Soleimani. Abdollahian déclare vouloir mener « de concert « le champ militaire » et « la diplomatie » ». Selon Ali Vaez, analyste spécialiste de l'Iran, il n'est toutefois « pas un acteur-clé », étant surtout un porte-parole aligné sur la Force Al-Qods. 
Amir Abdollahian privilégie une politique de rapprochement avec la Chine plutôt qu'avec les États-Unis ou l'Union européenne. En février 2021, il déclare à la télévision d'État iranienne : « il faut garder à l'esprit que nous sommes situés en Asie… Les experts pensent que les prochaines décennies appartiennent à l'Asie et les puissances émergentes, en particulier les puissances économiques, ont créé ce trait que nous devons re-définir nos relations avec les pays influents ».  
Dans le même temps, il ne ferme pas complètement la porte à des négociations avec l'Occident, affirmant, concernant les États-Unis, que « s'ils agissent équitablement… nous ne disons jamais que nous ne coopérerons ni ne négocierons… C'est l'autre partie qui doit corriger sa position ». En août 2018, Amir-Abdollahian affirme un tweet que « les négociations avec les États-Unis n'ont jamais été un tabou »[source secondaire nécessaire]. 
En mars 2023, il dénonce dans un tweet écrit en français « la répression des manifestations pacifiques du peuple français » par le gouvernement, dans le cadre du mouvement social contre la réforme des retraites. Ses propos sont critiqués pour leur hypocrisie, le régime iranien réprimant dans le même temps violemment les manifestations consécutives à la mort de Mahsa Amini, et exécutant fréquemment des opposants. Selon un message cité par Libération, de telles déclarations viseraient en fait à « renier l'idée même de la démocratie ». 
En août, après une rencontre avec son homologue saoudien Fayçal ben Farhane, il annonce vouloir parvenir à « l'unité du monde musulman ». Lors de sa tournée diplomatique entamée en octobre 2023, il cherche à se présenter comme « le porte-parole de l’axe de la résistance ».